# 365 Tage
365 Tage (Originaltitel 365 Dni) ist ein im Jahr 2020 erschienenes polnisches Erotikdrama von Barbara Białowąs und Tomasz Mandes mit Michele Morrone und Anna-Maria Sieklucka in den Hauptrollen. Es basiert auf dem ersten von drei Romanen von Blanka Lipińska. Der Film erzählt die Geschichte einer jungen Polin aus Warschau, welche in einer unglücklichen Beziehung lebt und von einem Gangsterboss entführt wird. Dieser gibt ihr 365 Tage Zeit, sich in ihn zu verlieben. 365 Tage feierte am 7. Februar 2020 seine Premiere in Polen und wurde später auf Netflix veröffentlicht. Dort erhielt er globale Aufmerksamkeit.

## Handlung
Während eines Treffens zwischen der Familie Torricelli, Teil der Cosa Nostra, und Schwarzmarkthändlern beobachtet Massimo Torricelli eine schöne Frau am Strand. Bei dem Treffen wird sein Vater, Kopf der Familie, von einem Scharfschützen erschossen und Massimo schwer verletzt.
Fünf Jahre später ist Massimo durch den Tod seines Vaters zum skrupellosen und gewalttätigen Mafiaboss aufgestiegen.
Währenddessen wird Laura in Warschau von ihrem Freund Martin abgewiesen, als sie Sex mit ihm will. Sie fühlt sich nicht glücklich in der Beziehung. Dennoch feiert sie ihren 29. Geburtstag mit ihrem Freund und ihrer besten Freundin Olga in Italien. Nachdem Martin Laura nicht zu einem Ausflug zum Vulkan Ätna mitnimmt, macht sie alleine einen Spaziergang und läuft in Massimos Arme. Massimo erkennt Laura als die Frau, die er vor fünf Jahren am Strand gesehen hat, und lässt sie entführen.
In seiner Villa erklärt er ihr, dass er, als er verletzt war, nur an sie denken konnte. Nachdem er fünf Jahre nach Laura gesucht hatte, erkannte er Laura am Flughafen in Italien. Massimo erklärt ihr, dass er sie brauche und sie 365 Tage Zeit habe, sich in ihn zu verlieben. Sollte sie dies schaffen, winke ihr ein Leben in Luxus. Als Laura versucht zu entkommen, zeigt Massimo ihr Fotos von Martin, wie dieser fremdgeht. Massimo erklärt Laura, dass in ihrem Namen ein Abschiedsbrief an Martin gesendet wurde. Daraufhin versucht Massimo Laura zu beruhigen, indem er ihr sagt, dass er sie nicht ohne ihre Zustimmung anfasse, während er ihre Arme festhält. Laura resigniert und versucht nicht mehr zu fliehen.
Mit der Zeit wird Laura, die rachsüchtig und wütend ist, immer provokanter. Sie zieht sich immer öfter aufreizende Wäsche an. So gelingt es Laura immer mehr, persönliche Dinge über Massimo zu erfahren. In einem Hotel in Rom neckt sie ihn wieder. Laura wird daraufhin als Strafe von Massimo mit Handschellen an das Bett gefesselt. So ist sie gezwungen mit anzusehen, wie Massimo mit einer fremden Frau Oralsex hat. Danach streicht Massimo über Lauras Körper und es scheint, als ob Laura nachgäbe. Allerdings stoppt Massimo unvermittelt, löst sie von den Fesseln und befiehlt ihr, sich für den Club fertig zu machen.
Im Club beginnt Laura, mit einem rivalisierenden Mafioso zu flirten, woraufhin er Laura ohne ihr Einverständnis berührt. Die Situation zwischen Massimo, seinen Gefolgsleuten und dem rivalisierenden Mafioso eskaliert, während Laura aus dem Club herausgebracht wird. Am nächsten Morgen wacht Laura auf einer Yacht auf. Massimo und sein Partner Mario diskutieren über die letzte Nacht. Es wird klar, dass Massimo den Mann, mit dem Laura flirtete, in der Nacht erschossen hat und dadurch einen Mafiakrieg ausgelöst hat. Mario besteht darauf, dass Massimo Laura loswerden muss, um die Situation nicht weiter eskalieren zu lassen. Massimo lehnt das aber strikt ab. Laura, die diese Diskussion mitbekommen hat, versucht sich bei Massimo zu entschuldigen. Dieser jedoch sieht die Schuld für den Zwischenfall bei ihr. Inmitten des Streits zwischen den beiden fällt Laura von der Yacht ins Wasser. Massimo springt hinterher, um sie zu retten. Als Laura aufwacht, offenbart Massimo ihr, dass er Angst hatte, Laura könnte sterben, er sie aber nicht verlieren möchte. Daraufhin haben die beiden Sex.
Massimo erlaubt Laura, nach Warschau zu reisen, um ihre Familie zu besuchen, und sagt, dass er ihr nach Warschau folgen werde, sobald er mit der Arbeit fertig sei. Während Laura in Warschau einige Tage auf Massimo wartet, blüht die Freundschaft zu Olga wieder auf, und die beiden Freundinnen gehen feiern. Laura trifft im Club Martin, der sich bei Laura entschuldigen, die Bilder erklären und Laura wieder für sich gewinnen möchte. Martin folgt Laura bis zu ihrer Wohnung. Allerdings wartet dort überraschend Massimo. Er befiehlt Martin zu gehen. Wütend darüber, dass sie länger als verabredet auf Massimo warten musste, ohrfeigt Laura Massimo.
Beim anschließenden Sex zieht Laura das T-Shirt von Massimo hoch und sieht Wunden, die Massimo vom Mafiakrieg davongetragen hat. Laura gesteht ihm, dass sie ihn liebe. Daraufhin macht Massimo Laura am nächsten Morgen einen Heiratsantrag, den sie akzeptiert, aber Massimo bittet, diesen vor ihren Eltern nicht zu erwähnen.
Zurück in Italien, informiert Mario Massimo über weitere Eskalationen des Mafiakrieges. Laura erwähnt, dass es ihr nicht gut gehe, verweigert aber einen Besuch beim Arzt. Die beiden diskutieren ihre baldige Hochzeit, zu der Lauras Eltern nicht eingeladen sind, um nicht herauszufinden, was Massimo macht. Massimo erlaubt aber, dass Olga als Lauras Brautjungfer zur Hochzeit kommen darf. Als Olga wegen der Hochzeit nach Italien kommt, gesteht Laura ihr, dass sie schwanger ist. Olga drängt Laura dazu, die Schwangerschaft Massimo zu offenbaren. Zeitgleich erfährt Mario von einem Informanten, dass die rivalisierende Mafia Laura töten will. Lauras Auto fährt in einen Tunnel, verlässt diesen aber nicht mehr. Mario eilt zu Massimo, kommt allerdings zu spät, da der Anruf von Massimo und Laura abgebrochen ist. Als Massimo die Auswirkungen realisiert, bricht er zusammen. Der Film endet mit einem Polizeiauto vor dem Tunnel.

## Produktion
Ein Großteil des Filmes wurde in Polen (Warschau, Krakau und Niepołomice) und in Italien (Apulien) gedreht. Das Anwesen von Massimo heißt Castello Monaci und befindet sich in der Gemeinde Salice Salentino in der italienischen Region Apulien. Die Burg liegt an der Grenze zwischen den Provinzen Lecce, Brindisi und Tarent.
Während des Drehs der Sexszenen wurde das Filmteam auf ein Minimum an Personen beschränkt, um für die Schauspieler eine intime Atmosphäre zu schaffen.

## Musik
Bei dem Titelsong handelt es sich um „I See Red“ von der Gruppe Everybody Loves An Outlaw. Weiterhin kommen die Lieder „Feel It“, „Watch me burn“, „Dark Room“ und „Hard for me“ vor, diese werden von Morrone gesungen.

## Veröffentlichung
365 Tage wurde am 7. Februar 2020 in Polen uraufgeführt und spielte insgesamt 9 Millionen US-Dollar ein.
Im Vereinigten Königreich spielte der Film 494.181 US-Dollar bei einer limitierten Premiere ab dem 14. Februar 2020 ein, bevor er im Juni 2020 bei Netflix Premiere feierte.
Der Film wurde in verschiedenen Ländern schnell zu einem der drei meistgesehenen Filme auf Netflix, darunter in Deutschland, Saudi-Arabien, Litauen, der Schweiz, den Niederlanden, Belgien, der Türkei, Schweden, Österreich, Tschechien, Slowakei, Griechenland, Südafrika und in den USA.

## Rezeption

### Kritiken
365 Tage zeichnet Parallelen zu dem im Jahr 2015 veröffentlichten Erotik-Drama Fifty Shades of Grey, wurde aber für die gewagteren Sexszenen gelobt.
Auf der anderen Seite wird die Romantisierung von Entführungen kritisiert.

„Dass ein solcher Film in Zeiten von #MeToo noch erscheint, ist erstaunlich. Noch erstaunlicher ist, dass die Romanvorlage von einer Frau stammt, genauer von Blanka Lipinska, sich mit Barbara Bialowas eine weitere Frau dazu bereit erklärte, die Co-Regie zu übernehmen.“

Auf Rotten Tomatoes erhielt der Film eine durchschnittliche Bewertung von 0 %, basierend auf 11 Bewertungen mit einer durchschnittlichen Punktezahl von 1,58/10.
Das Lexikon des internationalen Films resümiert: „Die dünne, mit SM-Fantasien jonglierende Handlung kulminiert im zweiten Teil in einer Reihe von Sexszenen, die einer Porno-Dramaturgie sportlicher Stellungswechsel folgen, ohne pornografisch-explizit zu werden. Ärgerlich ist die Romantisierung eines Missbrauchsszenarios; mitunter auch unfreiwillig komisch durch hölzerne Dialoge und alberne Mafia-Klischees.“
Susan Vahabzadeh von der Süddeutschen Zeitung fasste zusammen:

„Nichtsahnende Polin wird bei Sizilien-Urlaub von mordlüsternem Mafia-Boss entführt und fortan gefangen gehalten, damit sie sich endlich in ihn verliebt, was maximal 365 Tage dauern soll, obwohl unter diesen Umständen die Ewigkeit nicht reichen würde.“

### Auszeichnungen
Goldene Himbeere 2021
- Auszeichnung für das Schlechteste Drehbuch (Tomasz Klimala)
- Nominierung als Schlechtester Film
- Nominierung als Schlechteste Neuverfilmung oder Fortsetzung
- Nominierung für die Schlechteste Regie (Barbara Bialowas & Tomasz Mandes)
- Nominierung als Schlechtester Schauspieler (Michele Morrone)
- Nominierung als Schlechteste Schauspielerin (Anna-Maria Sieklucka)[23]

## Fortsetzung
Ein Sequel des Filmes wurde zunächst wegen der COVID-19-Pandemie verschoben und hatte am 27. April 2022 als 365 Days: Dieser Tag (polnischer Titel 365 Dni: Ten Dzień) auf Netflix Premiere. Im August 2022 erschien der dritte und letzte Teil 365 Days - Noch Ein Tag ebenfalls auf Netflix.